# جون فيرارو
جون فيرارو (بالإنجليزية: John Ferraro)‏ هو لاعب كرة قدم كندية أمريكي، (ولد في بوفالو في الولايات المتحدة 1910 – 1981 م).